# Tropidia curculigoides
Tropidia curculigoides är en orkidéart som beskrevs av John Lindley. Tropidia curculigoides ingår i släktet Tropidia och familjen orkidéer. Inga underarter finns listade i Catalogue of Life.